# Marray

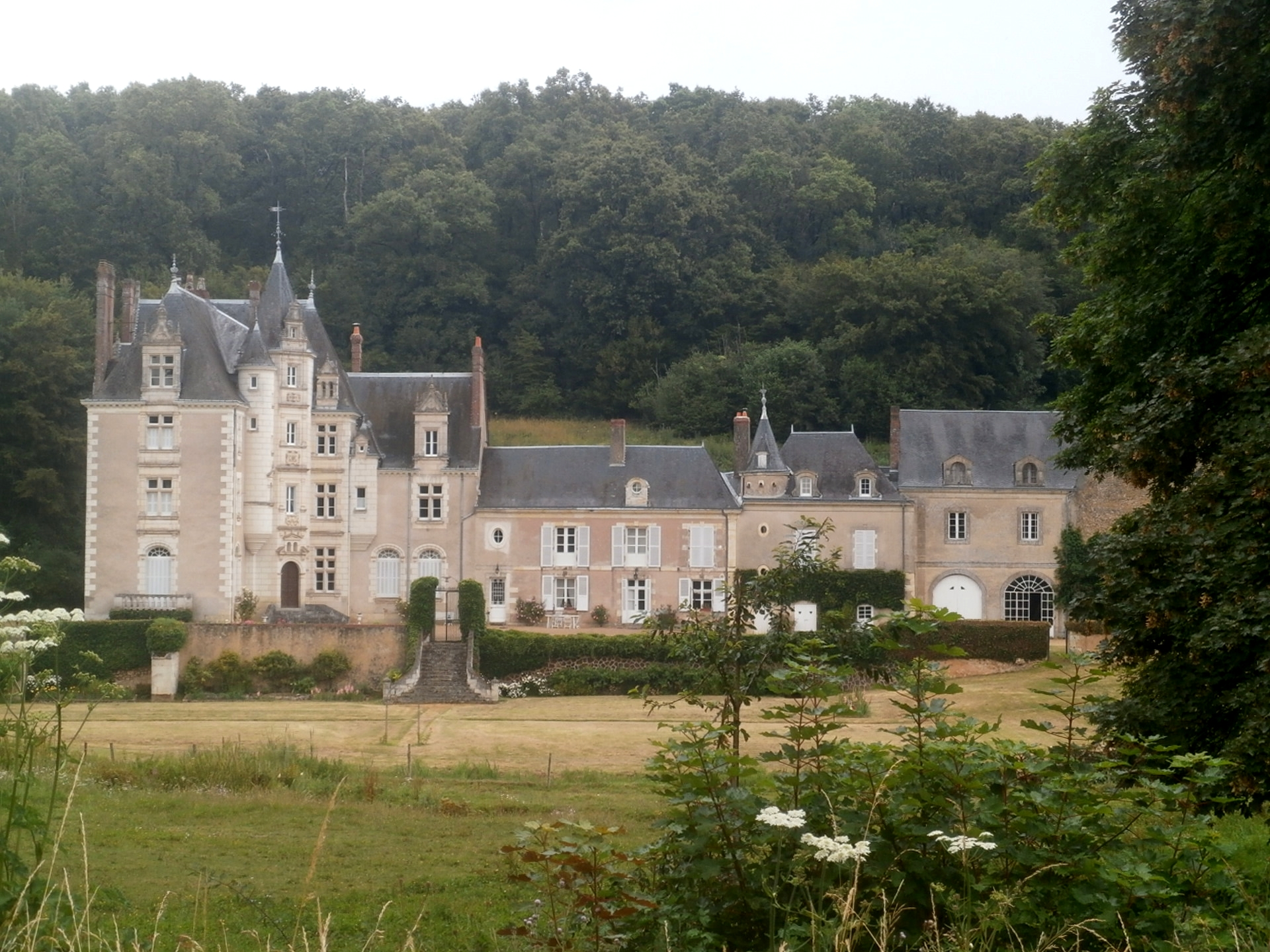
O castelo de La Roche-d'Alès em Marray

Marray é uma comuna francesa na região administrativa do Centro, no departamento Indre-et-Loire. Estende-se por uma área de 23,82 km². Em 2010 a comuna tinha 485 habitantes (densidade: 20,4 hab./km²).